# کلیسای سن آگوستین (لوبائو)
کلیسای سن آگوستین (انگلیسی: San Agustin Church) یک کلیسا در شهر لوبائو، فیلیپین است.
این کلیسا که در سال ۱۶۳۸ تأسیس شده دارای ۸۲٫۴۵ طول، ۲۱٫۱۲ متر عرض و ۱۰٫۵ ارتفاع می‌باشد. کلیسای سن آگوستین در سال ۱۹۵۴ مورد بازسازی قرار گرفته است.

## نگارخانه

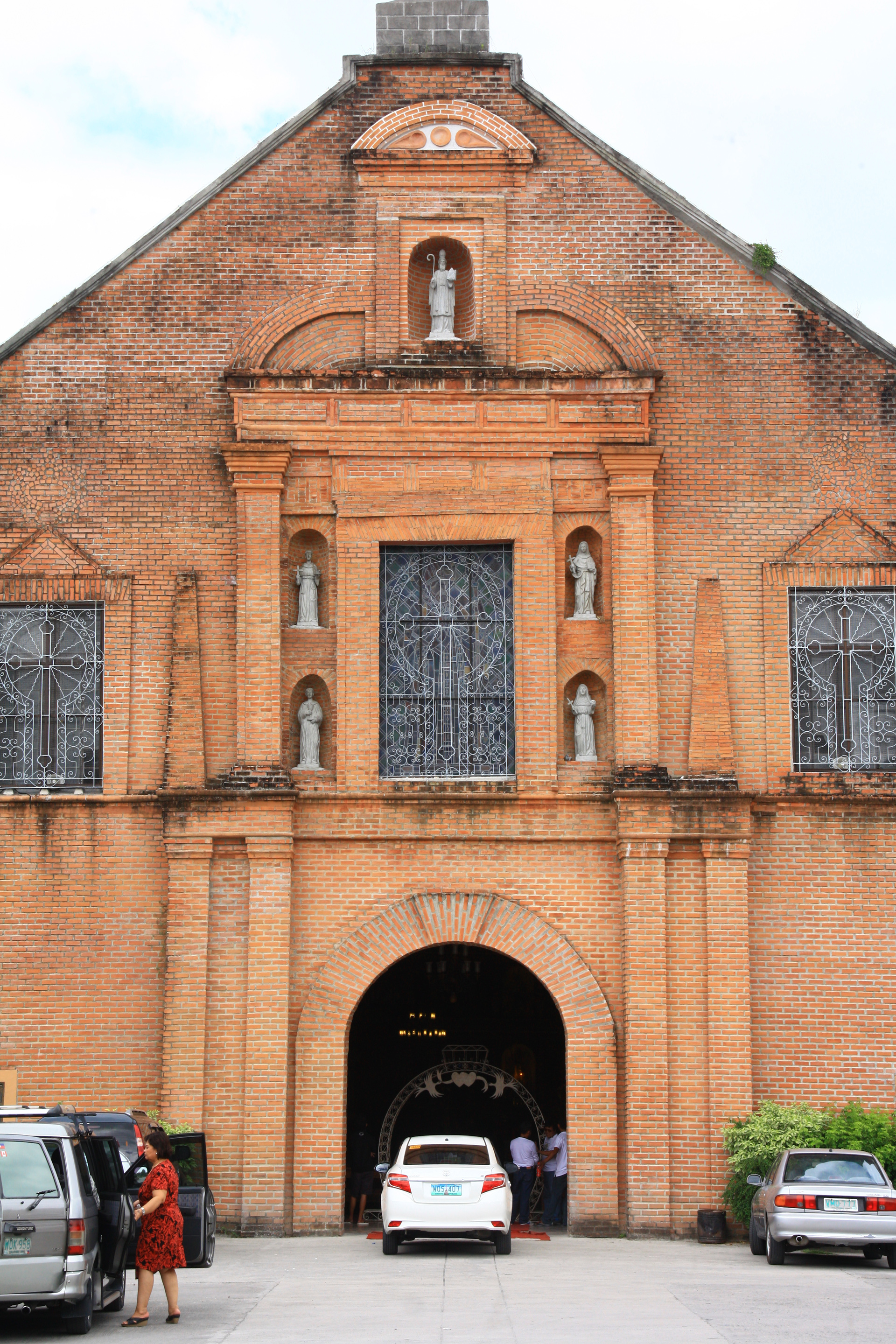
جزئیات نمای نئوکلاسیک
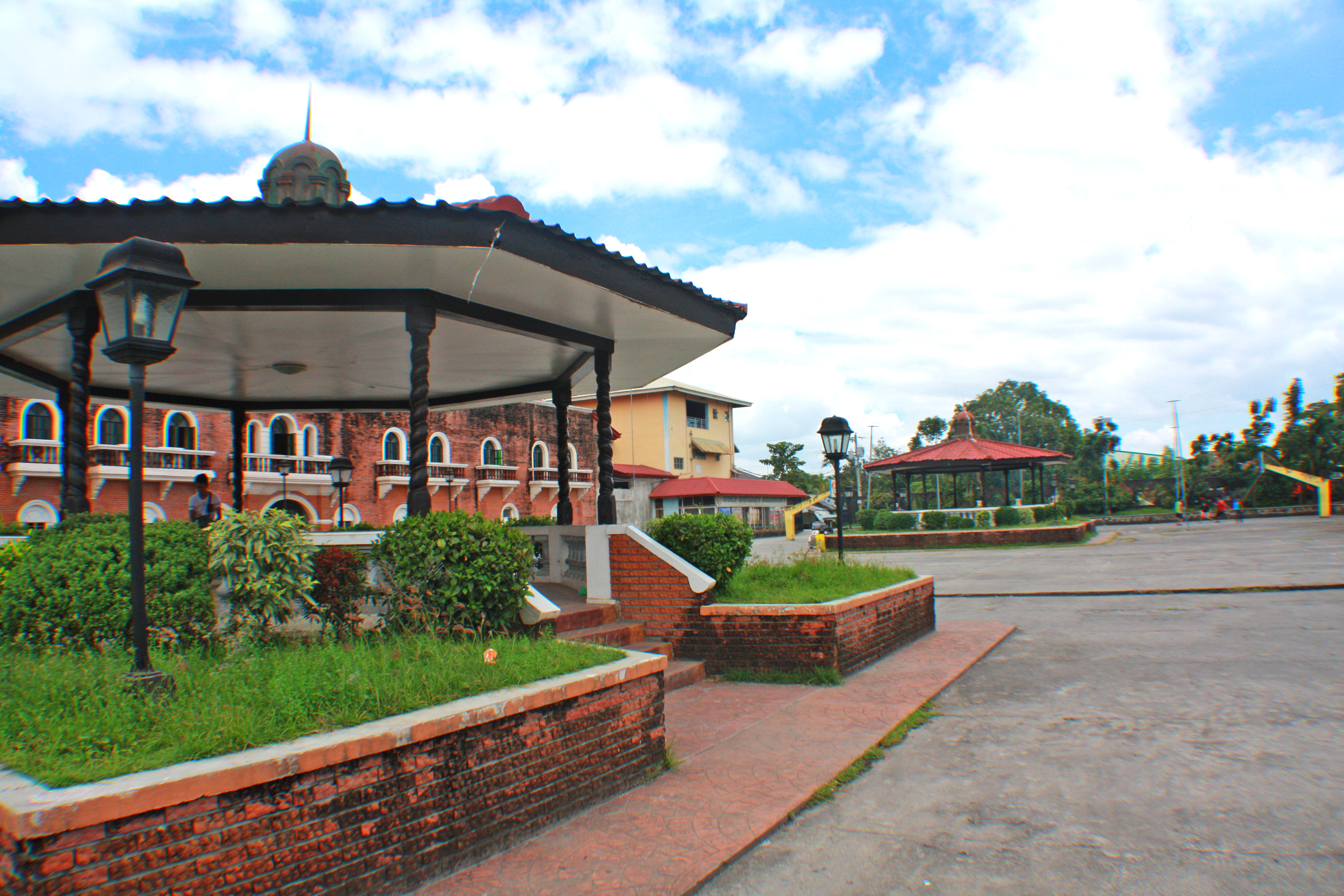
گلوریتا
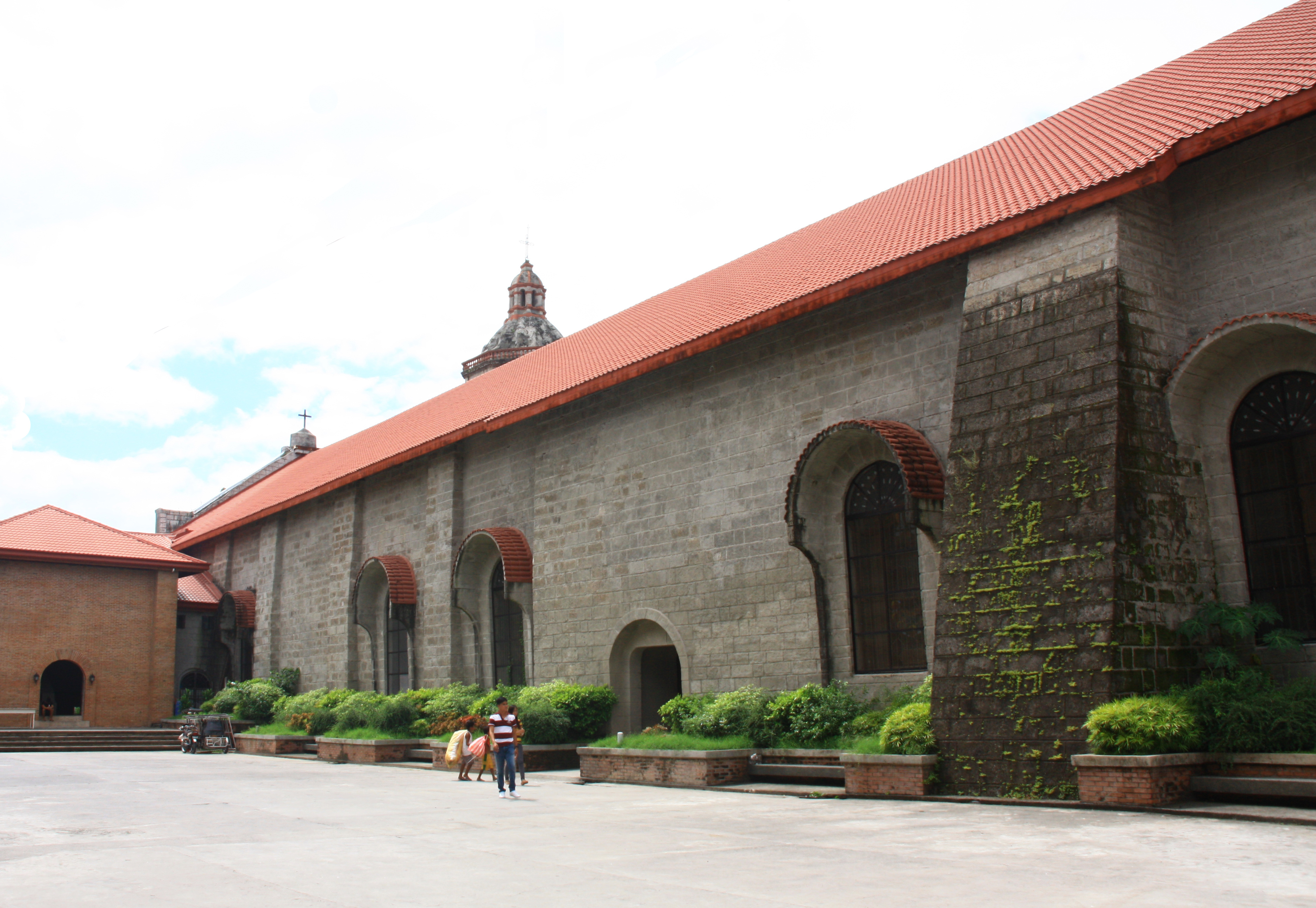
نمای دیوارهای جانبی
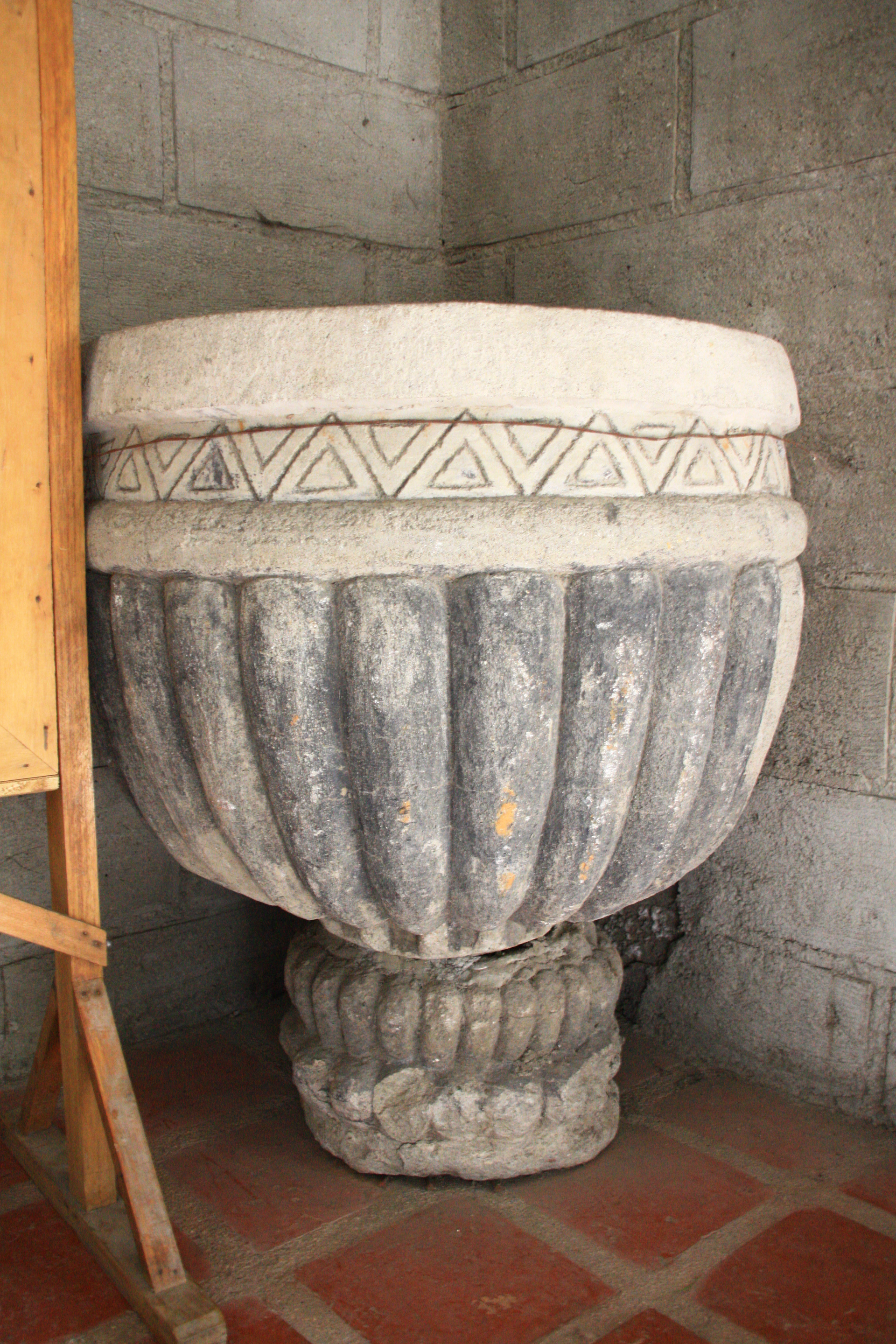
محل غسل تعمید
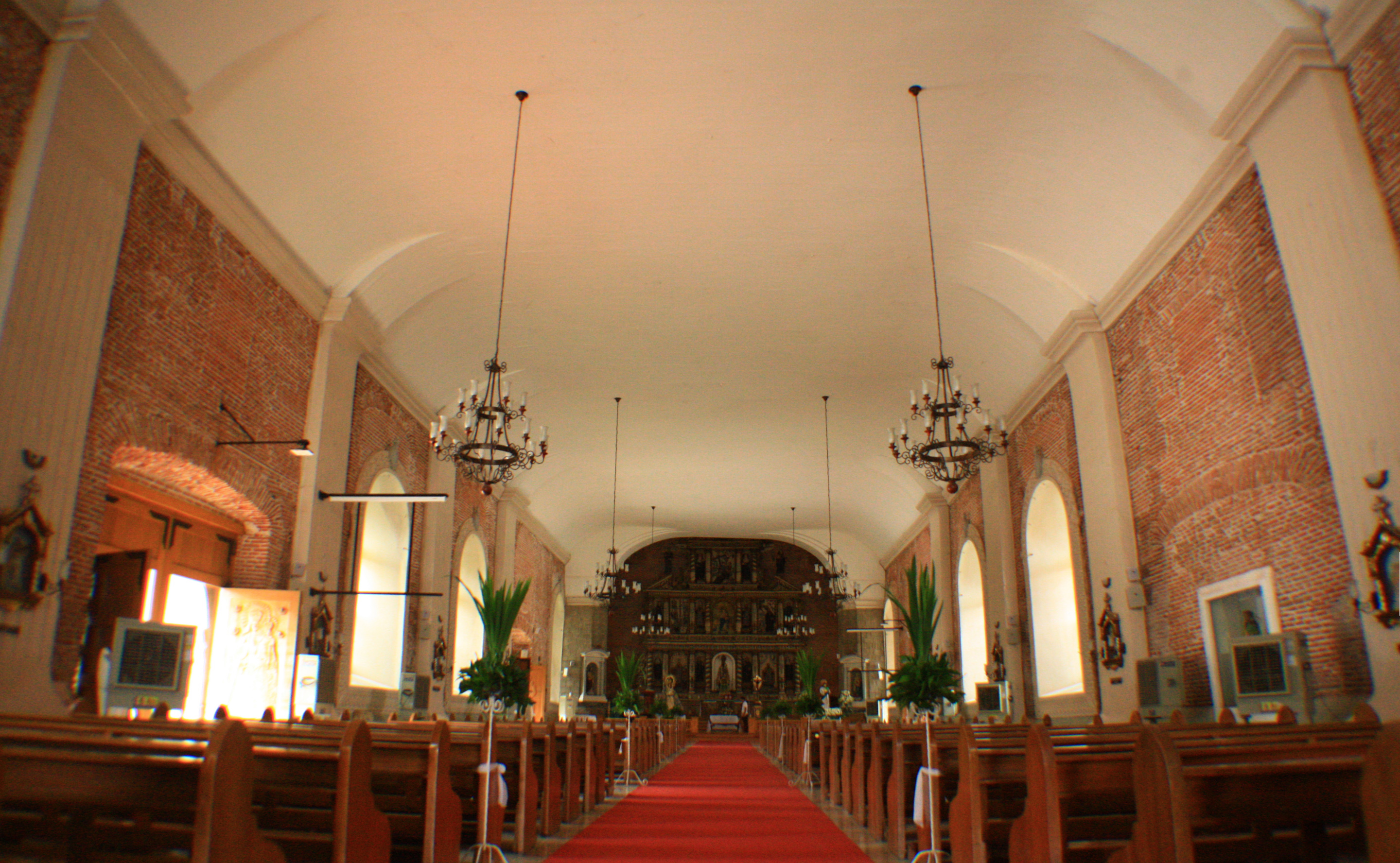
نمای شبستان کلیسا از زیر شیروانی
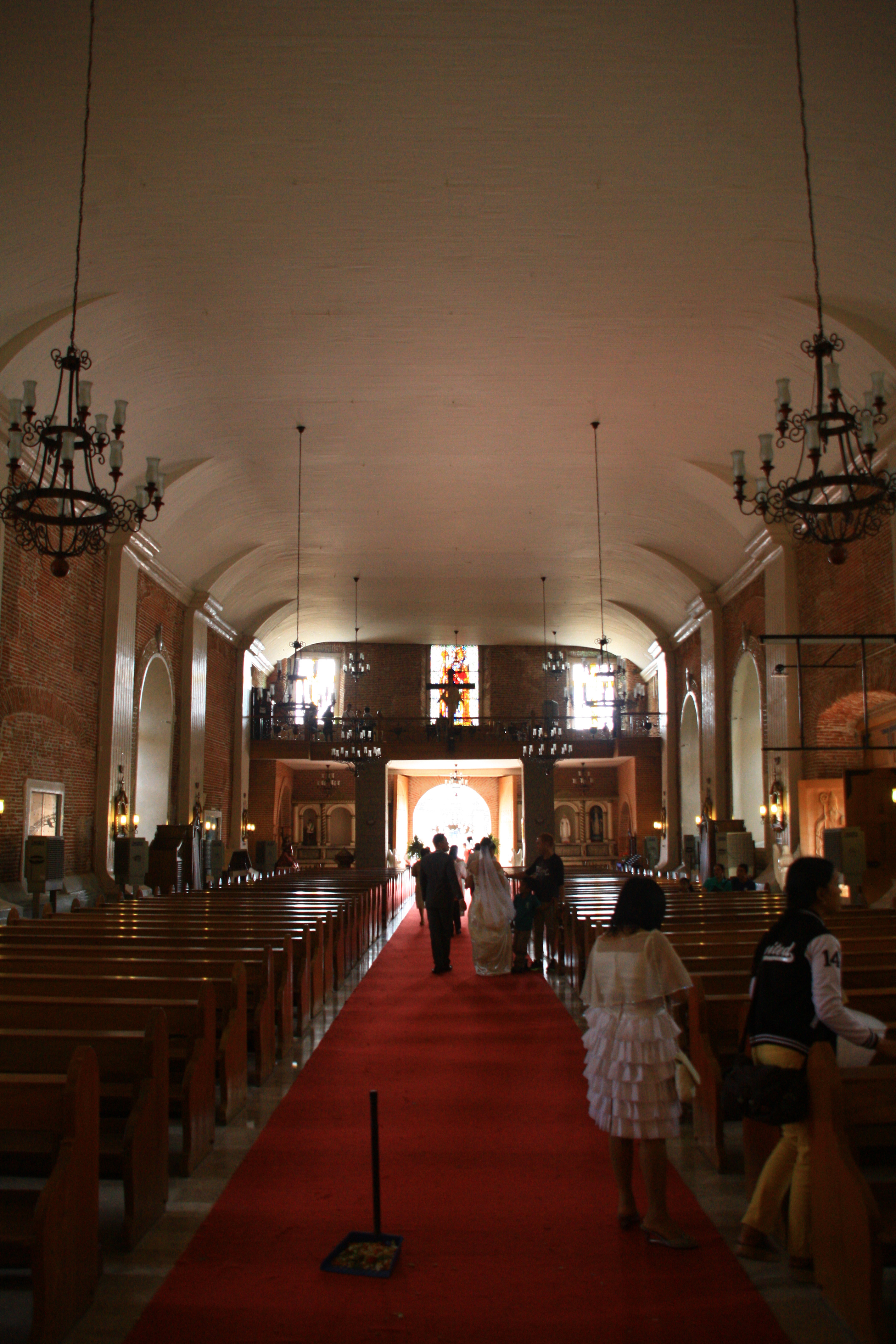
نمای شبستان کلیسا از محراب اصلی
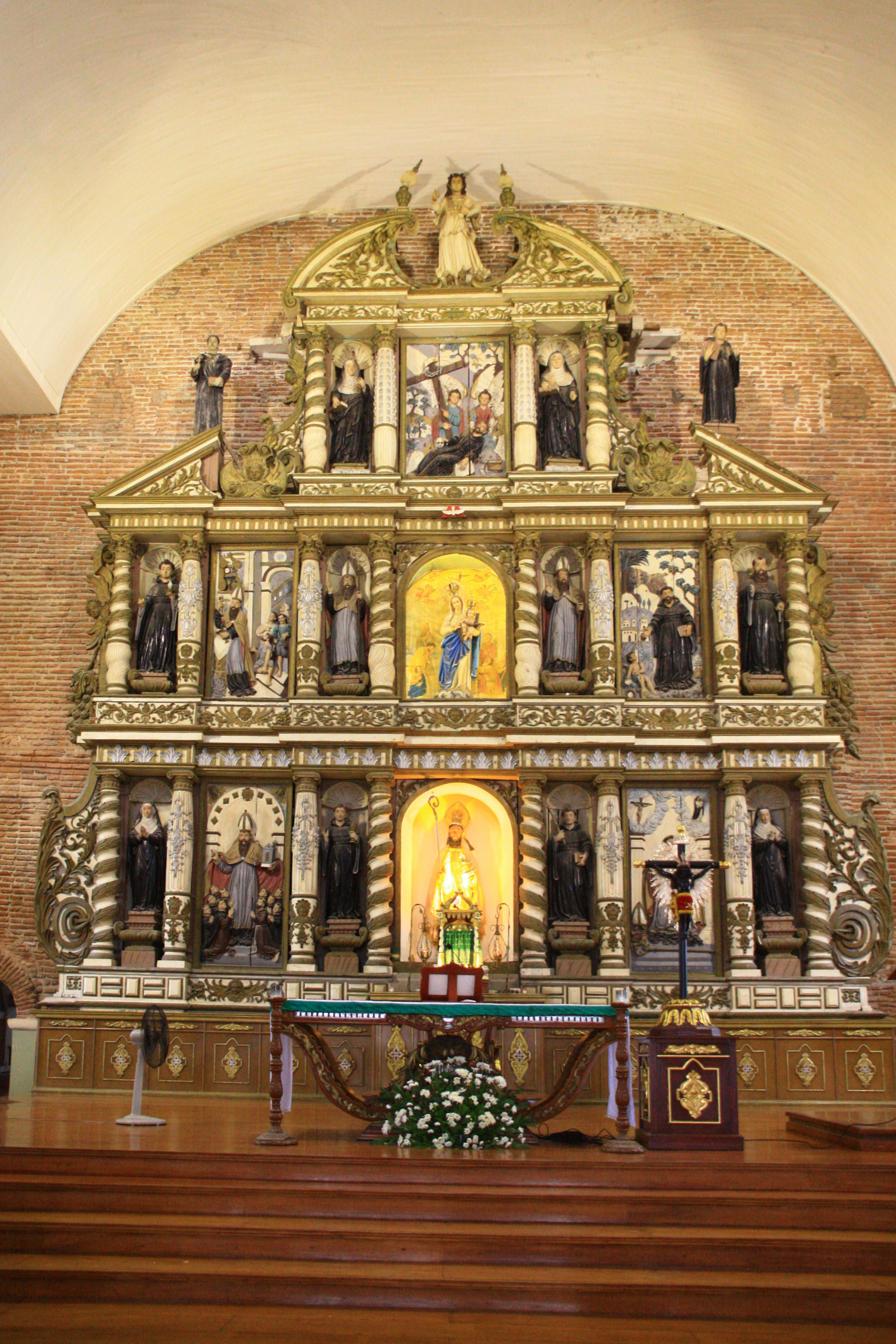
محراب اصلی
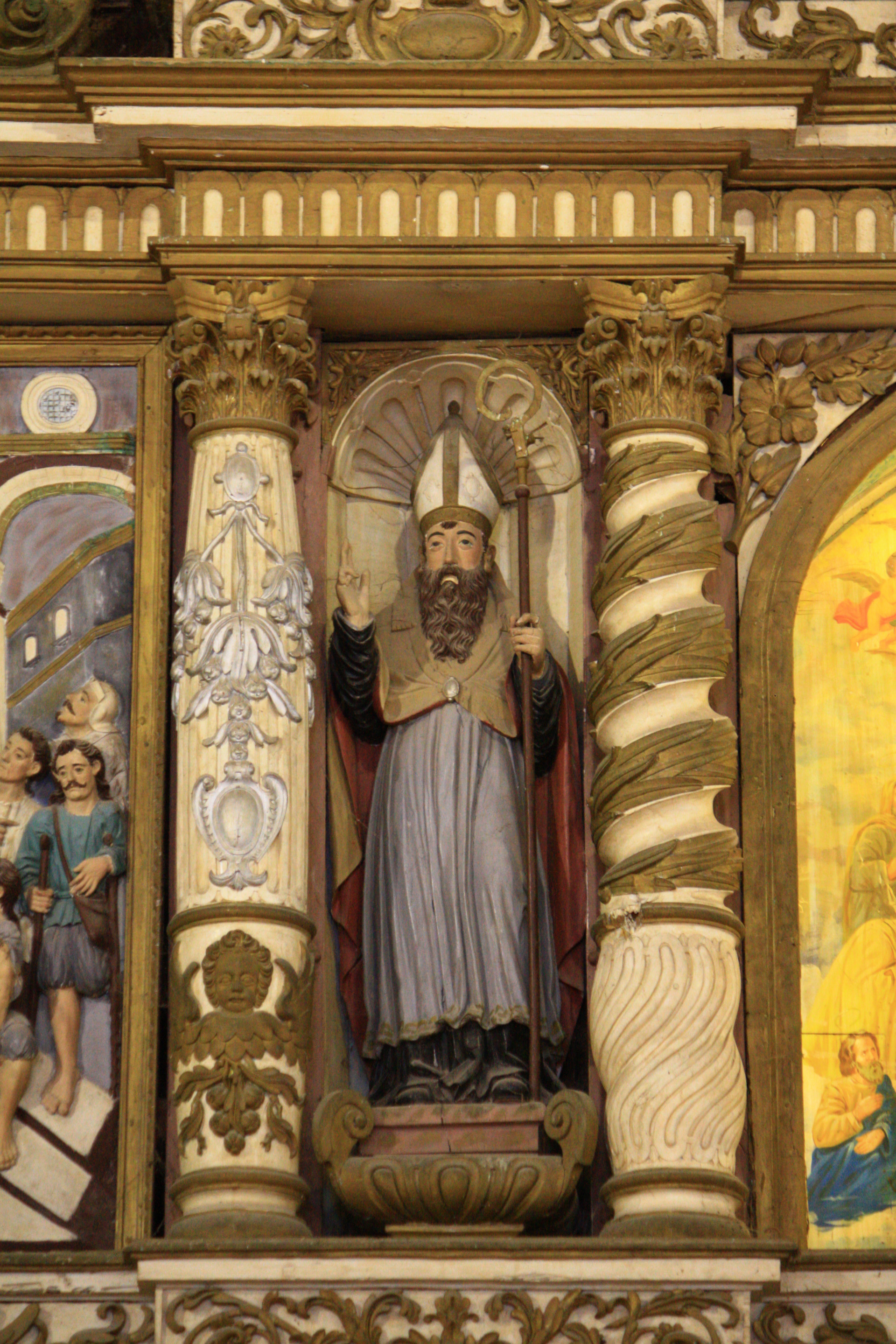
نقش برجسته یک قدیس
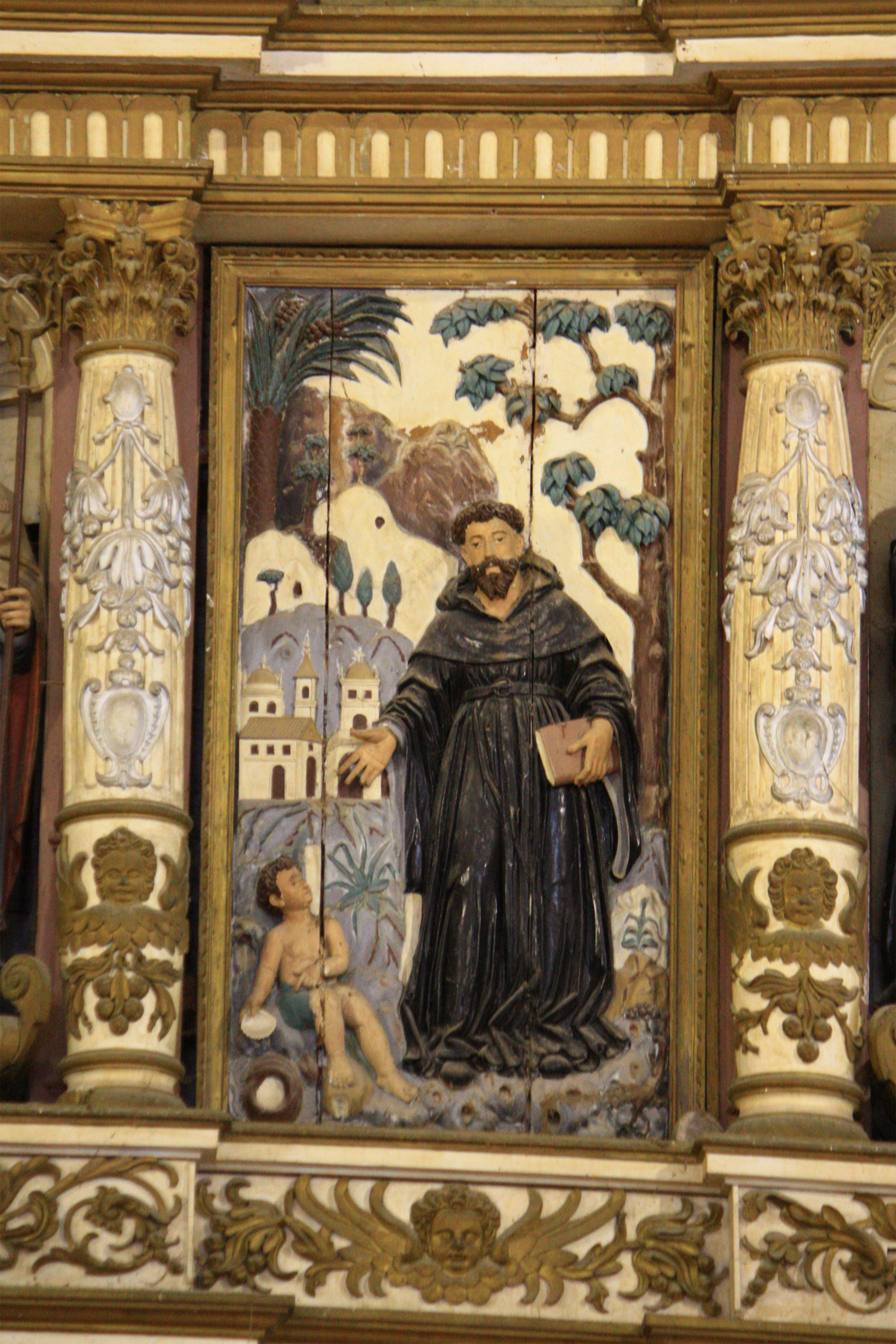
نقش برجسته تصویری از زندگی سنت آگوستین
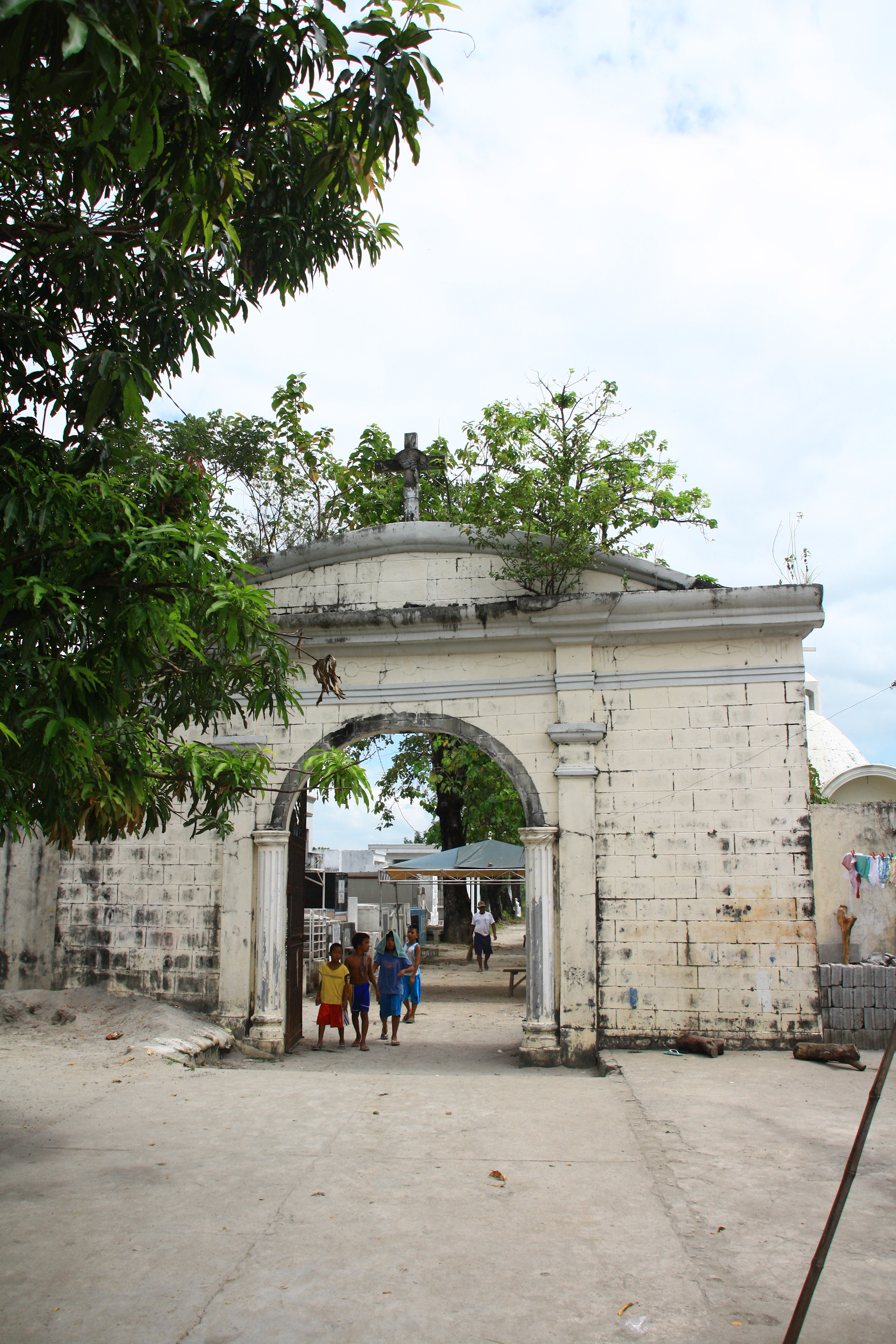
دروازه قبرستان کاتولیک
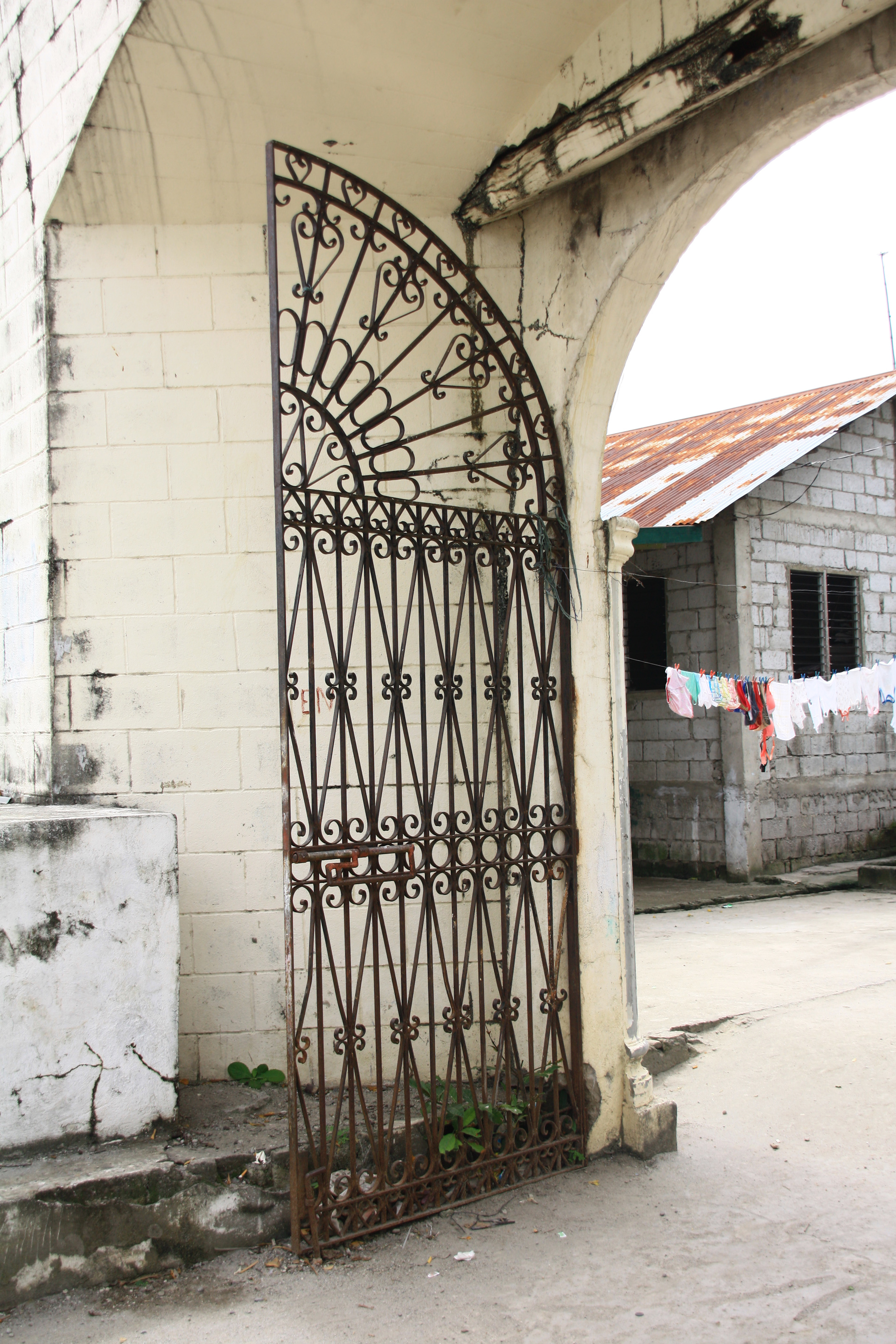
جزئیات دروازه گورستان چدنی
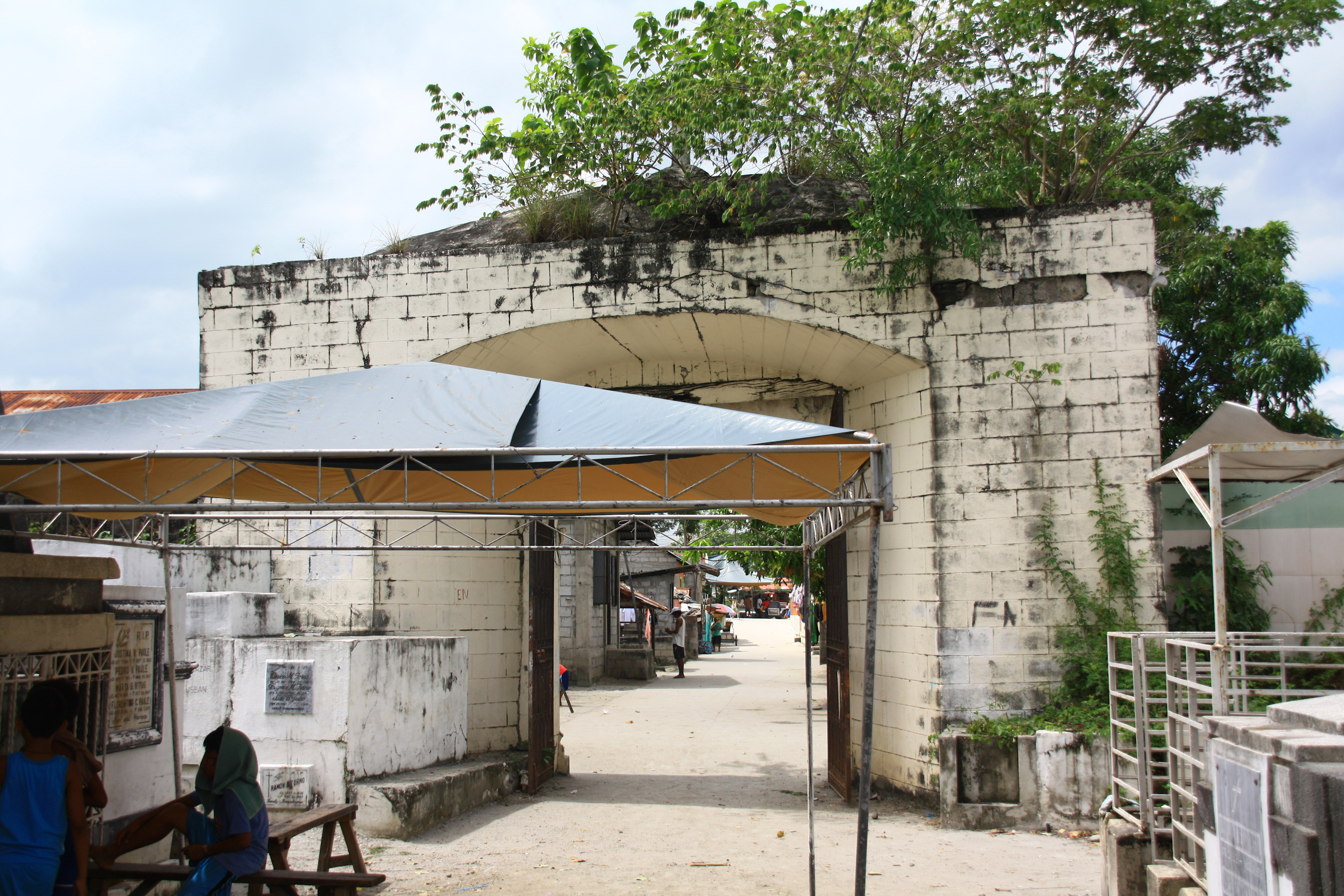
نمای پشت دروازه قبرستان کاتولیک
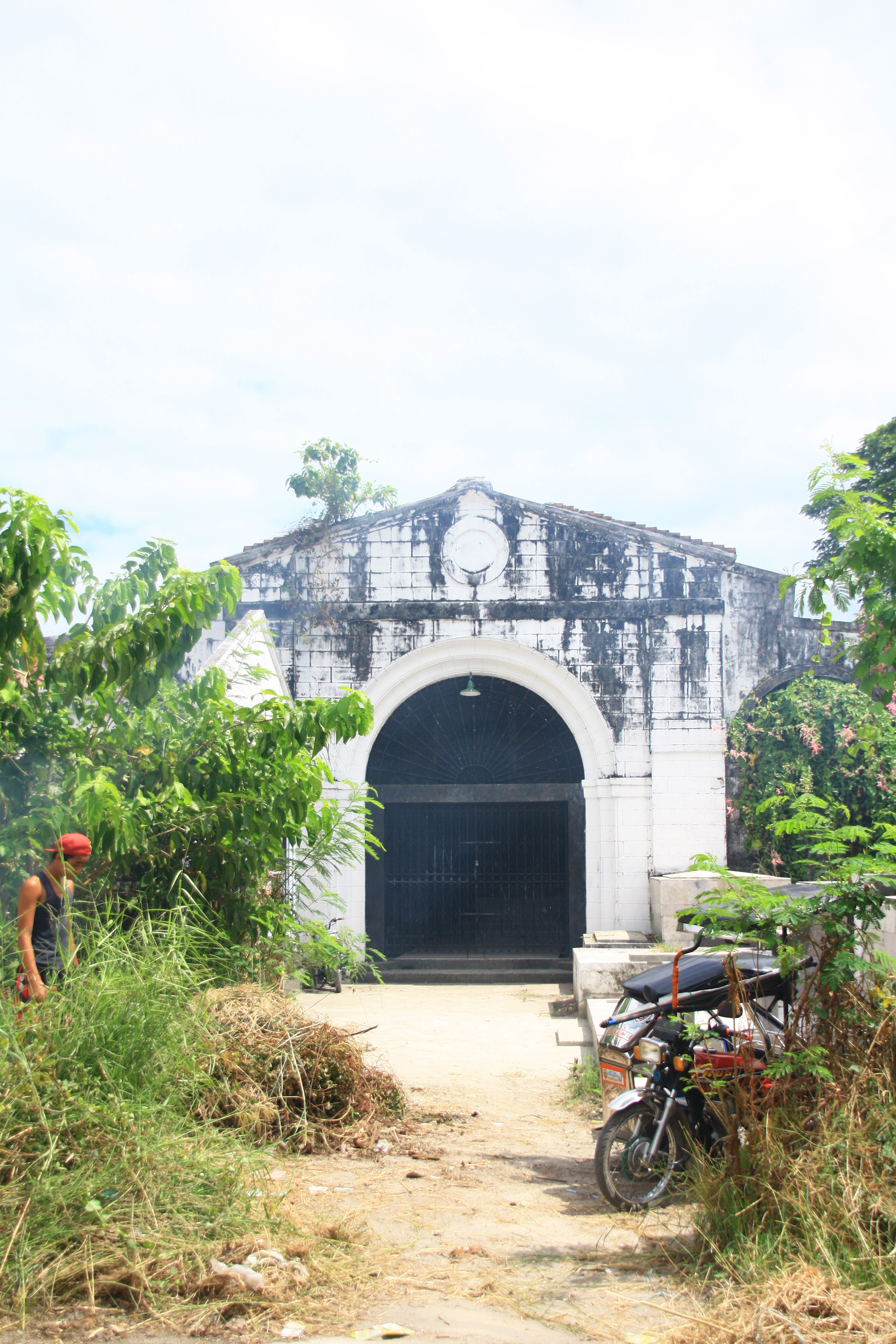
مقبره